# Патлис, Александр Валентинович
Александр Валентинович Патлис — (бел. Аляксандр Валянцінавіч Патліс; род. 13 октября 1970 года, Гродно, Белорусская ССР, СССР) — белорусский музыкант. Бывший участник музыкальной группы «Новый Иерусалим» из Минска, группы, занимавшей позиции лидера внутреннего музыкального рынка Белоруссии в 2000-е годы.

## Биография
Александр Патлис родился 13 октября 1970 года в западной части Белоруссии, в городе Гродно. Рано проявляет себя как музыкант, в возрасте пяти лет пройдя отбор в республиканскую школу при государственной консерватории в Минске. Однако, по семейным обстоятельствам Александр остался в родном городе Гродно. В возрасте девяти лет поступает в городскую музыкальную школу по классу баяна. В 14 лет он поступает в Гродненское музыкальное училище, продолжая обучение на том же инструменте.
В возрасте шестнадцати лет он покупает свою первую ударную установку, учится играть на ней. Начинает выступать со своей первой группой на разных концертах и свадьбах, как многие начинающие музыканты. В семнадцать лет он получает приглашение стать вокалистом известной в городе группы «Истина». Музыканты этой группы были старше его, так что работая с ними вместе, Александр получил хороший опыт работы на живых концертах, также участвуя в различных рок-фестивалях и музыкальных конкурсах, в которых их группа неоднократно оказывалась победителем.
В возрасте 18 лет Александра призывают в Советскую армию, в город Минск, там он проходит службу в военном ансамбле «Алые погоны». Находясь в армии, он впервые начинает читать Библию. Это сильно влияет на его внутренний мир, меняет жизненные принципы Александра, само отношение к жизни. За два года службы он провел как музыкант около 200 концертов. В 1991 году уходит в запас в звании младшего сержанта.
В этом же году Александр женится на Татьяне Галиновской, которая к тому моменту была его девушкой уже год. В 1992 году у них рождается дочь Анастасия.

### Творчество в составе группы «Новый Иерусалим»
В конце 1991 года Александр встречает музыкантов группы «Catty Sark», Игоря Копылова, Вадима Калацея, Александра Манецкого и других. Музыканты принимают решение заниматься совместным творчеством. В тот же период времени они знакомятся с Владимиром Соколом, Сандеем Аделаджей и Вениамином Брухом. Эти встречи поменяли не только внутренний мир музыкантов, но и их направление в творчестве.
Они принимают решение поменять название коллектива, и 17 мая 1992 года они дают свой первый концерт в Минске как группа «Новый Иерусалим». Группа за время существования вместе с Александром записала 8 альбомов. Песня «Я знаю любовь» из альбома «Ну что ты думаешь об этом?» стала лучшей песней года в Белоруссии, а «Любовь в ладонях» (альбом «Неба осколки») стала лучшей песней 2004 года, поставив абсолютный рекорд, на протяжении 36 недель занимая верхние строчки национального хит-парада страны. В составе этой группы Александром было отыграно более 1000 концертов как в Белоруссии, так и в России, США, странах Европы и Балтии.

### Сольная карьера
С сентября 2006 года Александр начал сольную карьеру, в декабре того же года его песня «Для тебя» вошла в сборник лучших песен Белоруссии, издаваемый компанией «West Records». 21 мая 2008 года в Санкт-Петербурге Александр презентовал свой первый сольный альбом, названный «Второе Дыхание». В декабре 2008 года группа Александра «Alex Patlis Band» приняла участие в отборочном туре конкурса «Евровидение 2009», однако уступила по голосованию другим участникам.
А в 2011 году Александр выпустил ещё один альбом «Читай мои мысли».

## Оценки
Виталий Артист, фронтмен «Без билета», в 2008 году для «Салідарнасці» среди заметных музыкантов выделил Александра Патлиса, которого он уважает.

## Дискография
- «Бог Святой» (1993 г., в составе группы «Новый Иерусалим»)
- «Возвращайся домой» (1995 г., в составе группы «Новый Иерусалим»)
- «Ну что ты думаешь об этом?» (1997 г., в составе группы «Новый Иерусалим»)
- «Новый Иерусалим» (1999 г., в составе группы «Новый Иерусалим»)
- «Неба осколки[бел.]» (2002 г., в составе группы «Новый Иерусалим»)
- «Неба осколки» (на английском языке, в составе группы «Новый Иерусалим»)
- «The Best» (на английском языке, в составе группы «Новый Иерусалим»)
- «Время Благоприятное» (2005 г., в составе группы «Новый Иерусалим»)
- «Второе дыхание» (2008 г., дебютный альбом, сольная карьера)
- «Читай мои мысли» (2011 г., второй альбом, сольная карьера)